# Епікантус
Епіка́нтус (також монголоїдна складка) — складка біля внутрішнього кутика ока, що прикриває слізне м'ясце. Епікантус — продовження складки верхньої повіки — одна із характерних ознак монголоїдної раси, що рідко зустрічається у дорослих представників інших рас. Антропологічні дослідження показали, що можливі не тільки присутність, або відсутність епікантуса, а й його розвиток.

## Виникнення та функції

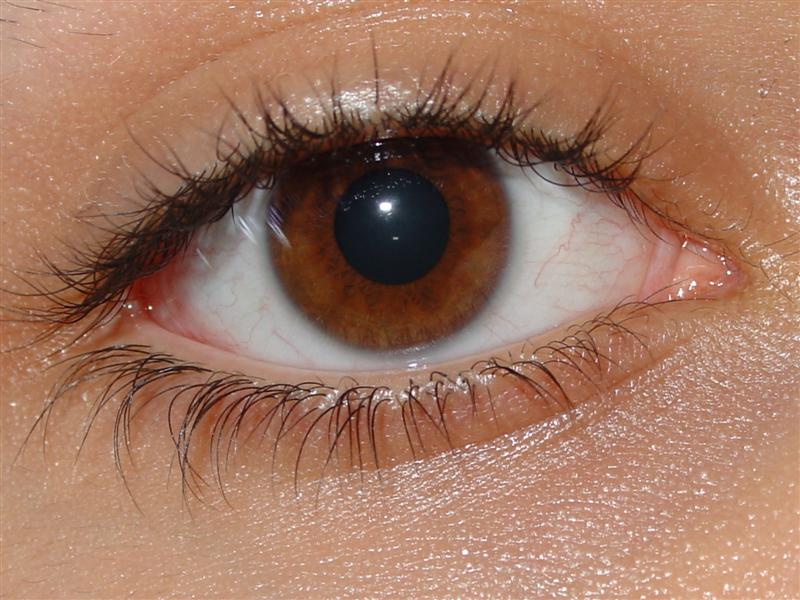
Око без епікантуса

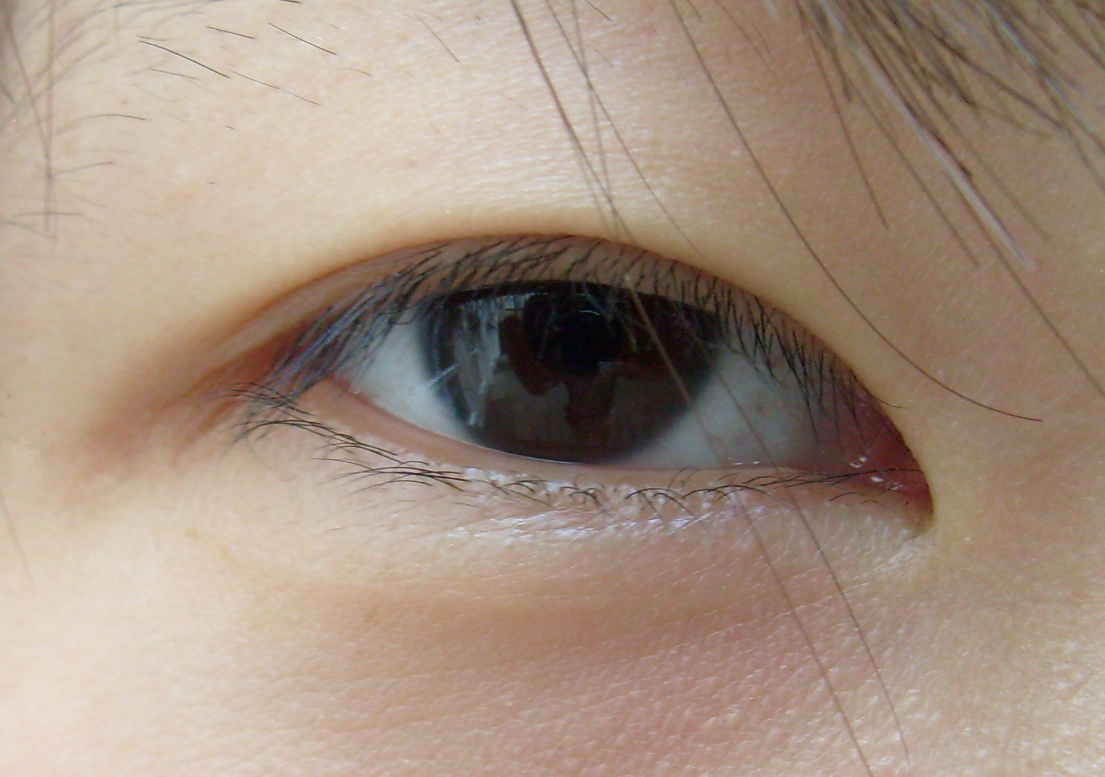
Око з епікантусом

Причини виникнення епікантуса досі не визначені остаточно. Деякі науковці висунули гіпотезу, ніби риси монголоїдного обличчя — спеціальна ознака, що адаптує до життя в екстремальних умовах. Пов'язуючи походження монголоїдної раси з континентальними областями Центральної Азії, вони вказують, що епікантус виник як захисний механізм, що зберігає око від вітрів, пилу та шкідливого впливу сонячної радіації, відбитої від засніжених просторів.
Однак виникнення епікантуса могло бути пов'язане з іншими причинами: доведено внутрішньогруповий зв'язок між вираженістю епікантуса та розплюснутістю перенісся, показано, що чим вище перенісся, тим менший епікантус. Зв'язок виявився у всіх досліджуваних щодо цього народів: в бурятів, киргизів, якутів, чукчів, ескімосів, калмиків, та тувинців. Однак низьке перенісся — не єдина та не достатня умова для виникнення епікантуса. Скоріше за все, він залежить також від товщини жирового шару під шкірою верхньої повіки. Епікантус — «жирова» її складка. При вивченні епікантуса в частини туркменів Ашгабата, в яких були помітні слабко виражені монголоїдні риси (5-9 % від загального населення), виявилося, що в індивідів з дуже сильними жировідкладеннями на обличчі епікантус був помічений значно частіше, ніж у людей зі слабкими жировідкладеннями. Відомо, що посилене жировідкладення на обличчі характерне для дітей-монголоїдів з особливо сильним розвитком епікантуса. Локальне відкладення жиру у таких дітей в минулому могло мати різне значення: як засіб проти обмерзання обличчя в умовах холодної зими, і, що менш імовірно, як локальний запас поживної речовини з високим калорійним вмістом. Стеатопігія бушменів та готтентотів виявляє такий самий приклад локального відкладання жиру в представників населення, фізичний тип якого сформувався в умовах посушливого клімату.

## Поширення

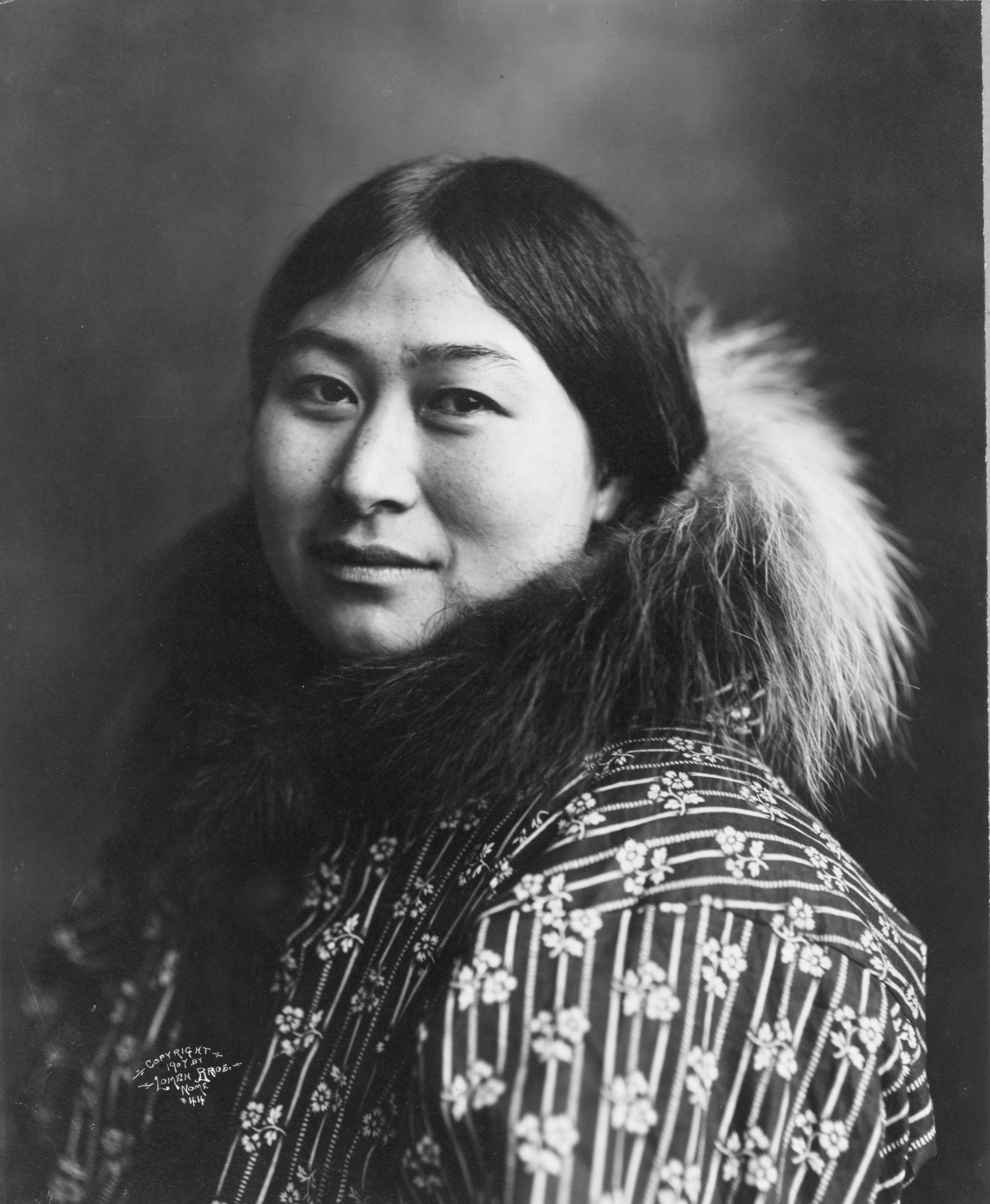
Ескімоська жінка (фото 1907 року) з епікантусом

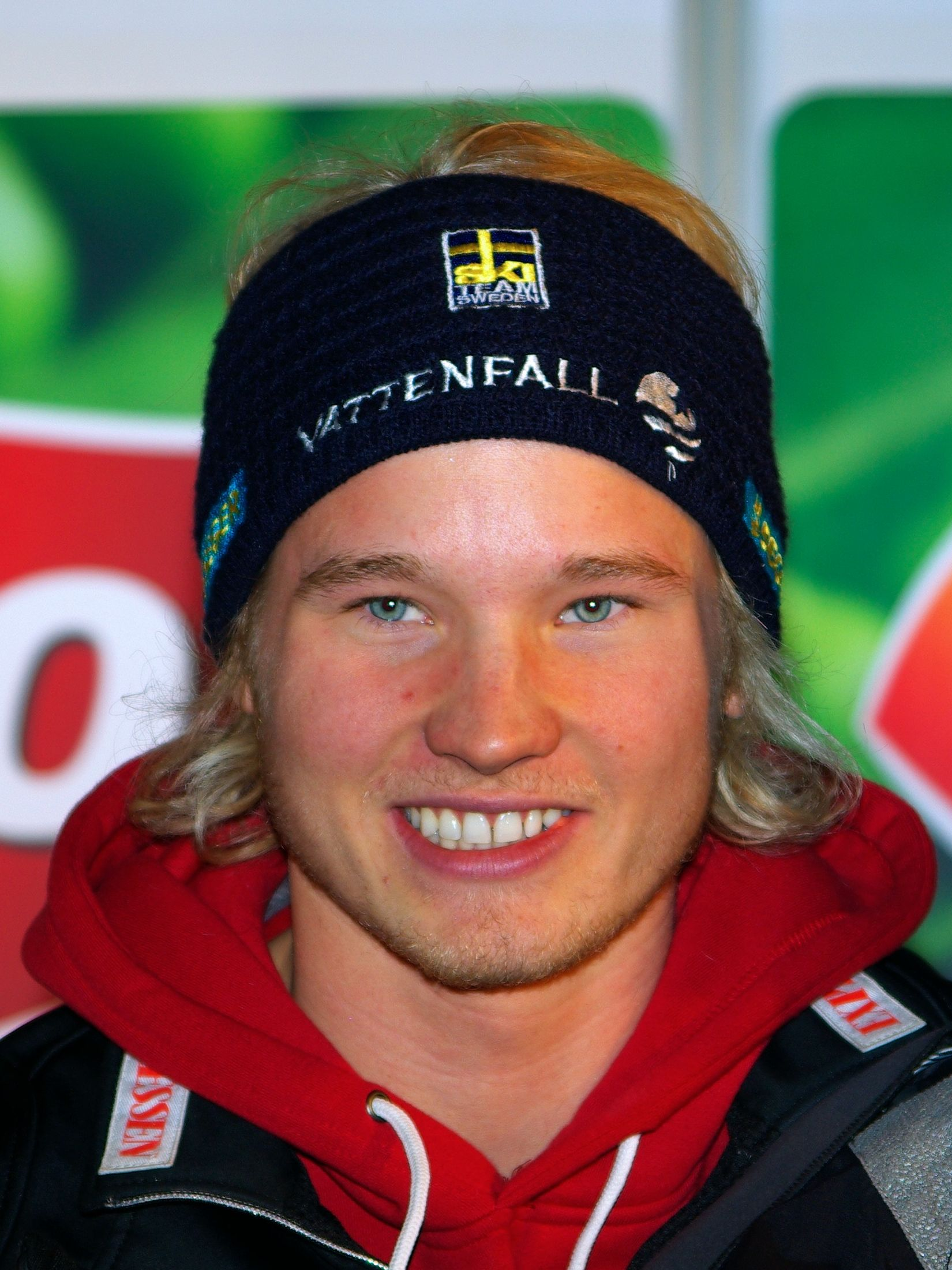
Шведський спортсмен Єнс Бюггмарк із частковим епікантусом

Поширення епікантуса характеризується великою географічною диференціацією. Найбільша його концентрація зустрічається в населення центральної, східної та значної частини північної Азії — зазвичай більше 60 % у дорослих чоловіків; у казахів не перебільшує 40 %. Серед тюрків високий відсоток поширення в якутів, алтайців та сибірських татар. Також епікантус поширений серед ескімосів, іноді зустрічається й у представників корінних народів Америки. Відсутність епікантуса характерна для населення Європи. Також він не зустрічається в корінного населення Австралії, Меланезії, Індії (окрім тибетців), Африки (наприклад серед людей койсанської раси).

### Вікові зміни
Епікантус схильний до сильних вікових змін. У групах, де дорослий епікантус повністю відсутній (наприклад, у слов'ян), він у деякому відсотку зустрічається в дітей; у тих депопуляціях, де в дитячому віці епікантус зустрічається у 100 % випадків, його частота помітно зменшується з віком — особливо після 40 років. Так, у корейців у віковій групі 20-25 років, епікантус відмічений у 92 % випадків, 26-39 років — 77 %, 40-50 — 36 %, старші за 50 — 15 %. Для індіанців характерна наявність епікантуса в дитинстві і майже повне його зникнення після 15-20 років.